# Asarum lemmonii
Asarum lemmonii S.Watson – gatunek rośliny z rodziny kokornakowatych (Aristolochiaceae Juss.). Występuje endemicznie w zachodniej części Stanów Zjednoczonych – w Kalifornii, w górach Sierra Nevada. 

## Morfologia
PokrójBylina tworząca kłącza.
LiścieZebrane w parach, mają kształt od sercowatego do nerkowatego. Mierzą 4–6,5 cm długości oraz 7–10,5 cm szerokości. Są owłosione. Blaszka liściowa jest o zaokrąglonym wierzchołku. Ogonek liściowy jest mniej lub bardziej owłosiony i dorasta do 6–26 cm długości.
KwiatySą promieniste, obupłciowe, pojedyncze. Okwiat ma cylindryczny kształt i czerwonawą barwę z białawym wnętrzem, dorasta do 2–3 cm długości oraz 0,5–1 cm szerokości. Listki okwiatu są odwinięte, z ostrym lub spiczastym wierzchołkiem. Zalążnia jest dolna ze zrośniętymi słupkami.

## Biologia i ekologia
Rośnie w lasach iglastych, na wilgotnym podłożu. Występuje na wysokości od 1100 do 1900 m n.p.m. Kwitnie od maja do lipca.